# 硫化钬
硫化钬是钬的硫化物，化学式 Ho
2S
3。

## 制备
硫化钬可以由氧化钬和硫化氢在 1325 °C 下反应而成。
{\displaystyle {\ce {Ho2O3 + 3 H2S -> Ho2S3 + 3 H2O}}}

## 性质
硫化钬是一种橙黄色固体，为单斜晶系，空间群 P21/m (No. 11)。 在高压下，硫化钬也会形成立方晶系和正交晶系。